# BMW Z4 GTE

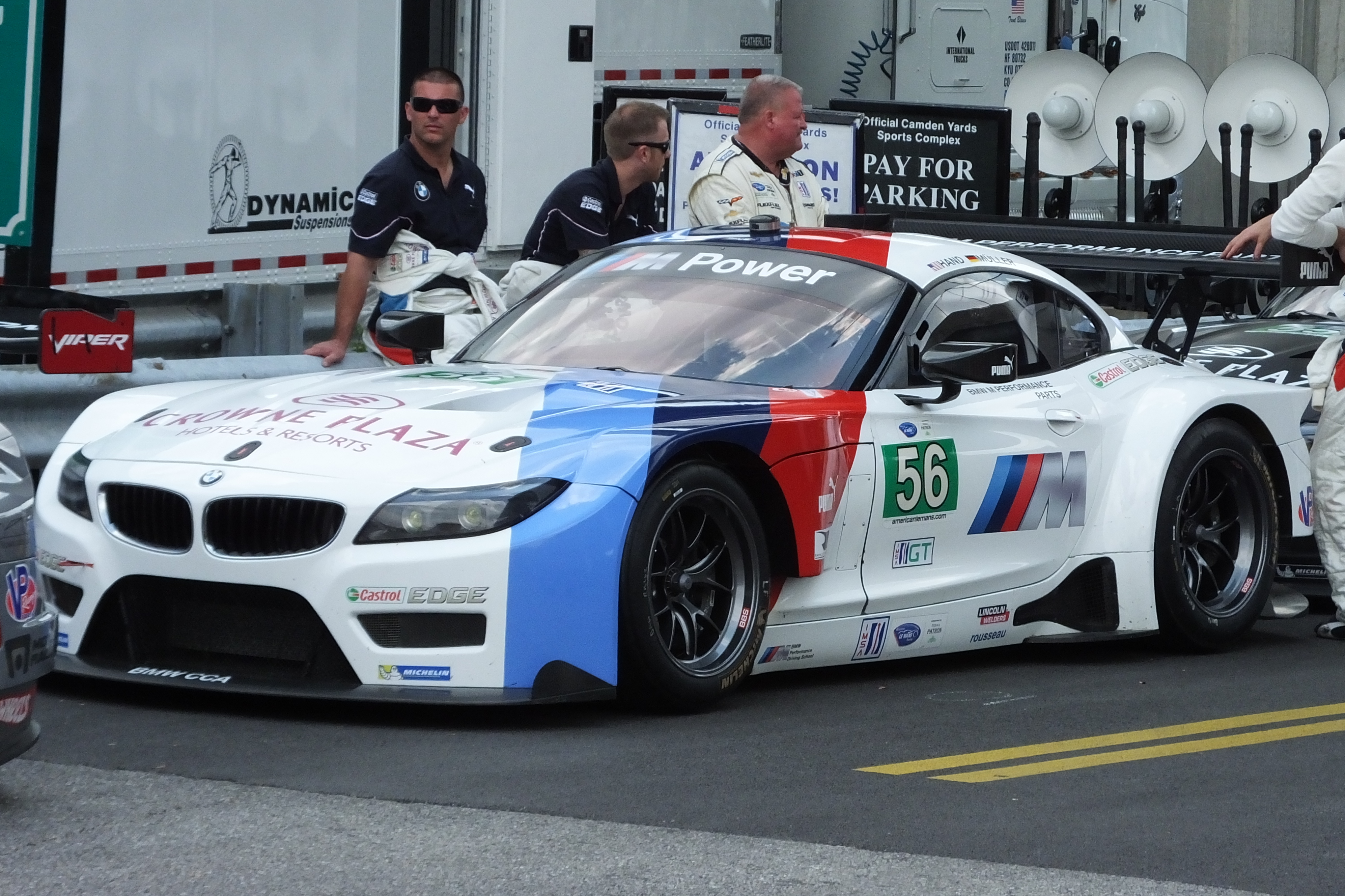
BMW Z4 GTE

BMW Z4 GTE, fue un auto de carreras diseñado y construido por  BMW para competir en American Le Mans Series, European Le Mans Series y WeatherTech SportsCar Championship. Este auto estuvo activo del 2013 al 2015. Fue sustituido por el BMW M6 en el 2016.